# W00t
Il termine w00t (scritto con due zero) a volte riportato woot, wh00t e wewt è un'espressione del gergo di Internet usata per esprimere felicità o eccitazione. 

## Storia
L'espressione "w00t" si è diffusa nei forum, su Usenet, in vari giochi per computer multigiocatore, su Internet Relay Chat e nel World Wide Web. L'ortografia "w00t" (con doppio zero "00") è una variante leet di "woot" ed è un'abbreviazione della parola "what" (cosa/come in lingua inglese). È stata inoltre inserita nell'elenco delle parole dell'anno di Merriam-Webster del 2007. Secondo alcuni "riflette una nuova direzione nella lingua americana guidata da una generazione cresciuta a videogiochi e messaggi di testo sul cellulare".